# Вилла Джованелли Колонна
Вилла Джованелли Колонна (итал. Villa Giovanelli Colonna) — одна из самых известных вилл в Новента-Падована, в провинции Падуя области Венето. Строительство здания осуществлялось во второй половине XVII века по заказу Джованни Паоло и Джованни Бенедетто Джованелли. Проект приписывается Марко Торресини, постройка — архитектору Антонио Гаспари, ученику Бальдассаре Лонгена. Широкая лестница на переднем фасаде работы Джорджо Массари была добавлена в 1738 году.

## История
Строительство виллы для семьи Джованелли, родом из Бергамо, было связано с коммерческими интересами членов семьи в торговле тканями. Порт Новента-Падована был идеальным центром для торговли шерстью и шёлковыми тканями. Начало строительства датируется примерно 1668 годом, когда Джованелли получили титул патриция венетов (Patrizi Veneti) от Венецианской республики в качестве вознаграждения за пожертвование в размере ста тысяч дукатов для покрытия расходов на войну против турок.
Вилла стала центром оживлённого культурного и художественного обмена благодаря покровительству Джованелли и принимала многих художников и влиятельных личностей того времени, в том числе молодого Георга Фридриха Генделя в 1710 году, во время его пребывания в Венеции, и польской принцессы Марии Амалии, которая в 1738 году отправилась в Неаполь, чтобы выйти замуж за Карла Бурбонского, короля обеих Сицилий. По этому случаю на переднем фасаде была добавлена широкая лестница по проекту архитектора Джорджо Массари.
После избрания в 1776 году Федерико Мария Джованелли патриархом Венеции вилла стала резиденцией летнего учебного центра Патриаршей семинарии Мурано и, таким образом, использовалась в качестве места отдыха для учащихся Венецианской семинарии и для самих патриархов.
С падением Венецианской республики в 1797 году и «постепенной эрозией древнего наследия венецианских патрициев начался период медленного упадка виллы, которая претерпела многочисленные смены владельцев некоторых богатых семей, сначала Марина, затем Форти и, наконец, князей Колонна ди Стильяно, которым удалось вернуть ему великолепие предыдущих веков». Отсюда вторая часть названия виллы: «Колонна».
В первой половине XX века вилла пережила свой самый мрачный период, став резиденцией высшего военного командования V армии и VIII корпуса Монтелло во время Первой мировой войны и расположением военного командования, госпиталя и дома для перемещенных лиц в период Второй. Эти события нанесли вилле значительный урон, привели к разрушению древней библиотеки, парка и большого сада, простиравшегося за виллой, который из-за размеров и обилия растений также называли «Боско Колонна» (Рощей Колонны).
В 1955 году вилла стала собственностью монастыря Сант-Антонио. Монахи открыли «Сиротский приют Сант-Антонио» (l’orfanotrofio S. Antonio), позже «Вилладжио Сант-Антонио» (Villaggio Sant’Antonio) — «Городок Святого Антонио».
В 2012 году Вилла Джованелли Колонна была приобретена за 5 миллионов евро трастом, который организовал реставрационные работы.

## Архитектура
Вилла Джованелли Колонна представляет собой яркий пример палладианского стиля, переосмысленного в период барокко. Барочность проявляется, прежде всего, в большом центральном двусветном зале и в коринфской колоннаде большого ордера входного портика необычной, выдающейся вперёд пятиугольной формы, а также в обилии статуй, поднятых на постаменты.
На двух гравюрах начала XVIII века, одна работы аббата Коронелли, а другая Джузеппе де Монталегре, вилла выглядит так же, как и сегодня, за исключением величественной лестницы, которая в 1738 году заменила лоджию с колоннадой и тремя арками на первом этаже.
Треугольный фронтон главного фасада украшают пять статуй, изображающих фигуры воинов, шесть фигур по сторонам лестницы — аллегорические изображения пяти чувств и разума, созданные скульпторами Антонио Гаем, Антонио Тарсиа и братьями Паоло и Джузеппе Гроппелли.